# Спомен-плоча палима у Народноослободилачком рату у Селевцу
Спомен-плоча палима у Народноослободилачком рату у Селевцу налази се на згради Дома културе. Њу је поставио Месни одбор Савеза бораца Народноослободилачког рата овог села изражавајући на тај начин захвалност онима који су слободу платили животом. Пали су као жртве фашистичког терора, неки нажалост и од издајничке руке својих сународника. Неколицина је страдала у логору на Бањици, где су само у једном дану (11. августа 1943) стрељани Радомир Р. Вучић, Петар М. Бацкић, Чедомир Р. Вучић, Милојко М. Јанојлић, др Ђорђе Ковачевић, Божидар Н. Јевтић.
Спомен-плочи на Дому културе у коме је у поратним годинама деловала угледна Земљорадничка задруга, придодата је још једна мања са накнадно  уклесаним именима жртава фашистичког терора: Будимира М. Витовић, Радомира М. Јанојлића, Бранислава А. Петковића, Борислава М. Лазића, Драгослава Љ. Стојића, Миодрага М. Јевтића, Милана Ј. Вујчића и Милорада Пешића. 
Њихова имена налазе се на „новом” споменику подигнутом на простору између некадашњег Дома културе и сеоске амбуланте.